# نيوتن نايت
نيوتن نايت (بالإنجليزية: Newton Knight)‏ هو مزارع أمريكي وجندي مقاتل في الاتحاد الجنوبي في المسيسيبي. اشتهر بقيادته لجماعة نايت، وهي عصابة هاربين من جيش الكنفدرالية اللذين قاوموا الكنفدرالية خلال الحرب الأهلية الأمريكية. حيث قام نيوتن بتشكيل العصابة التي أقامت «ولاية جونز الحرة» في منطقة مقاطعة جونز في المسيسيبي، وذلك في الوقت التي كانت الحرب الأهلية بذروتها. بعد الحرب انضم نايت للحزب الجمهوري وخدم في مناصب حكومية لإعادة إعمار المسيسيبي، وشغل منصب نائب للمارشال الأمريكي. أنجب طفل من امرأة سوداء محررة لم يستطع الزواج منها بسبب قوانين العنصرية في ولايته التي تمنع زواج البيض من الملونين لذلك سجل باسمها 16 اكرا من أراضيه.

## قصة نيوتن بالسينما
جسد فيلم ولاية جونز الحرة سنة 2016 للمخرج جاري روس قصة حياة نيوتن، وقام بتمثيل دور نيوتن الممثل الأمريكي ماثيو ماكونهي.